# Loštice
Loštice (en allemand : Loschitz) est une ville du district de Šumperk, dans la région d'Olomouc, en Tchéquie. Sa population s'élevait à 3 052 habitants en 2025.

## Géographie
Loštice se trouve à 4 km au sud de Mohelnice, à 27 km au sud de Šumperk, à 29 km au nord-ouest d'Olomouc et à 183 km à l'est-sud-est de Prague.
La commune est limitée par Líšnice et Mohelnice au nord, par Moravičany à l'est, par Palonín et Bouzov au sud, et par Pavlov à l'ouest.

## Histoire
La première mention écrite de la localité date de 1267.

## Administration
La commune se compose de deux sections :
- Loštice
- Žádlovice

## Galerie

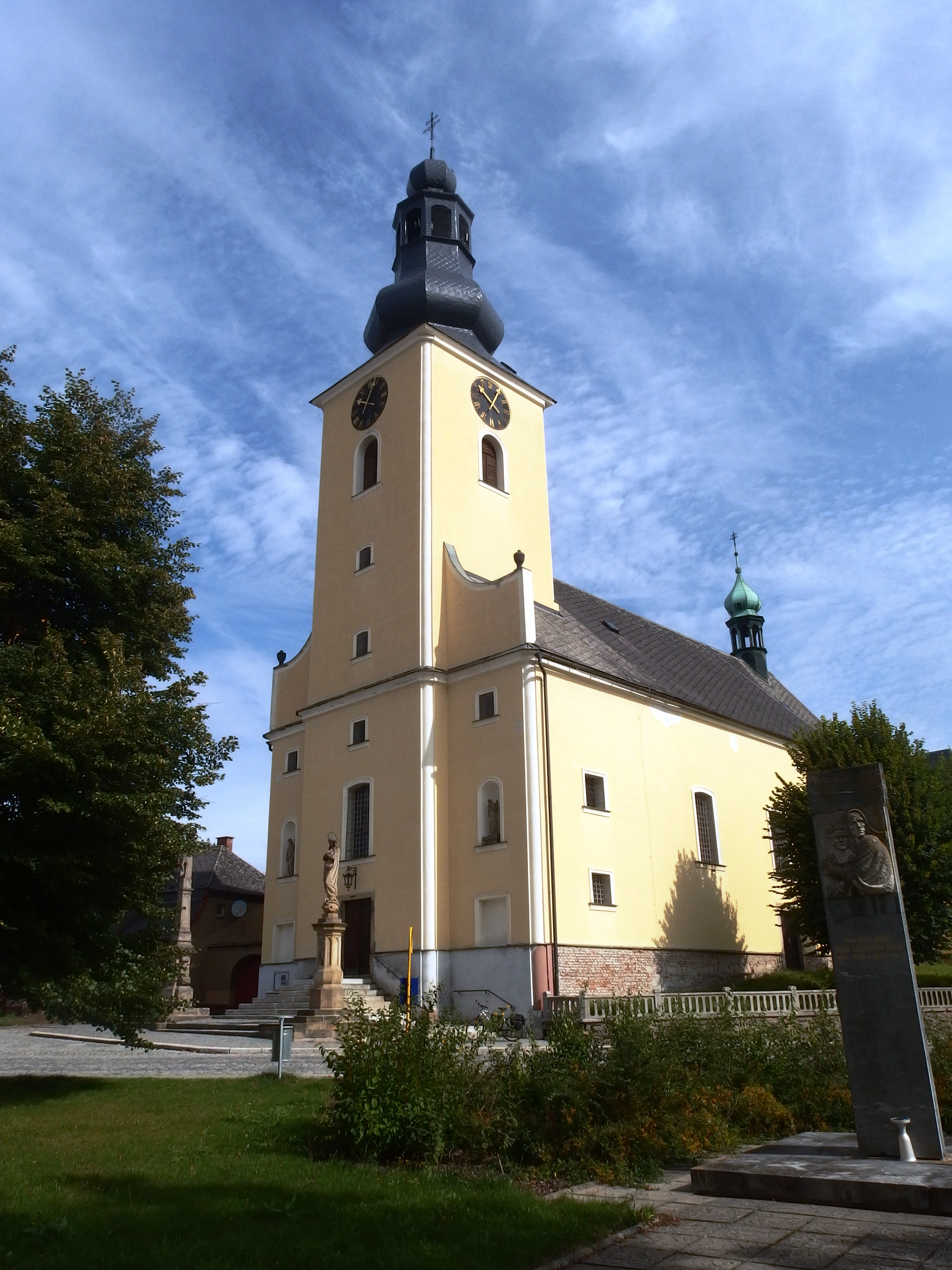
Église Saint-Procope.
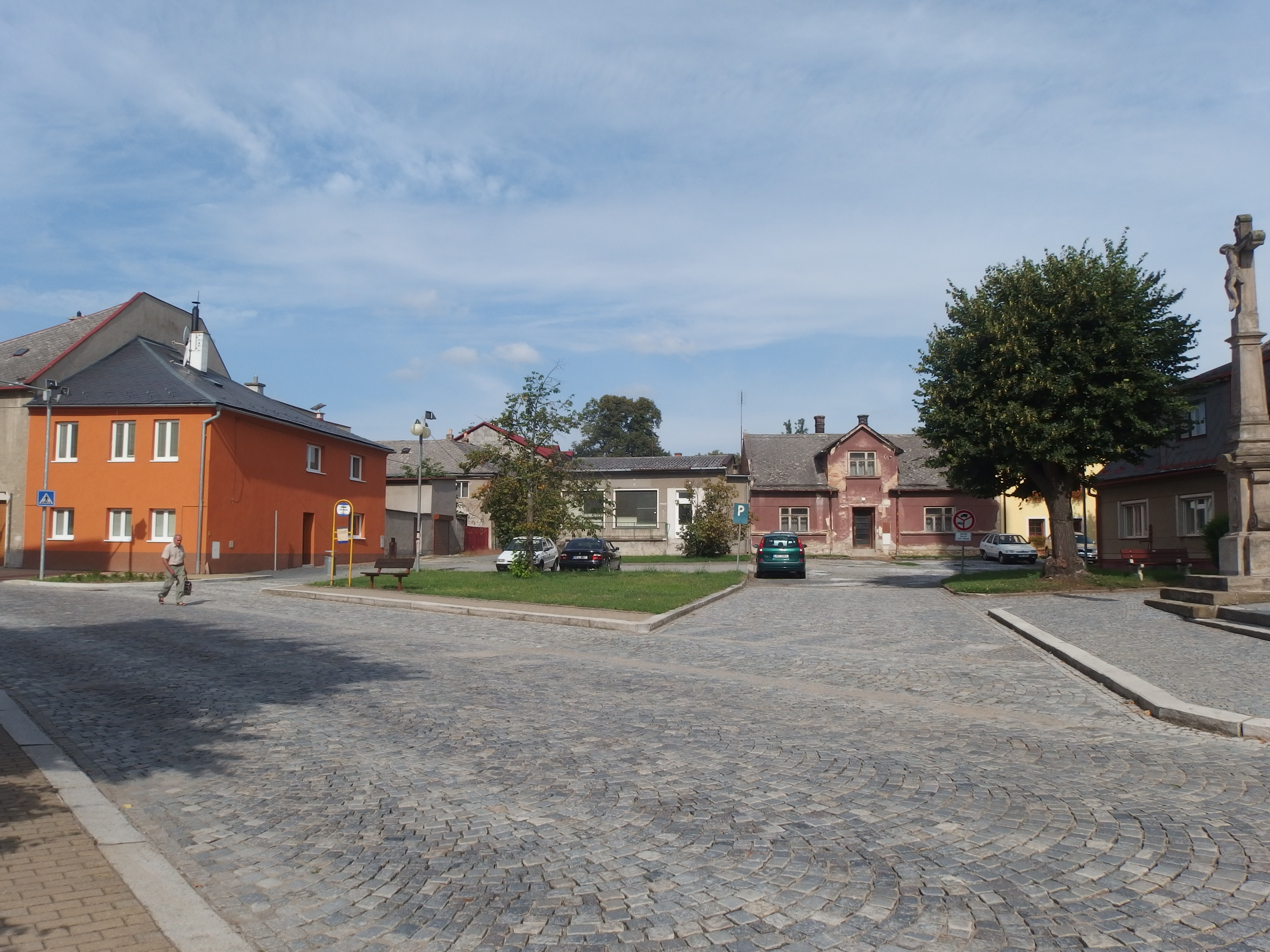
Loštice : Petite Vieille.

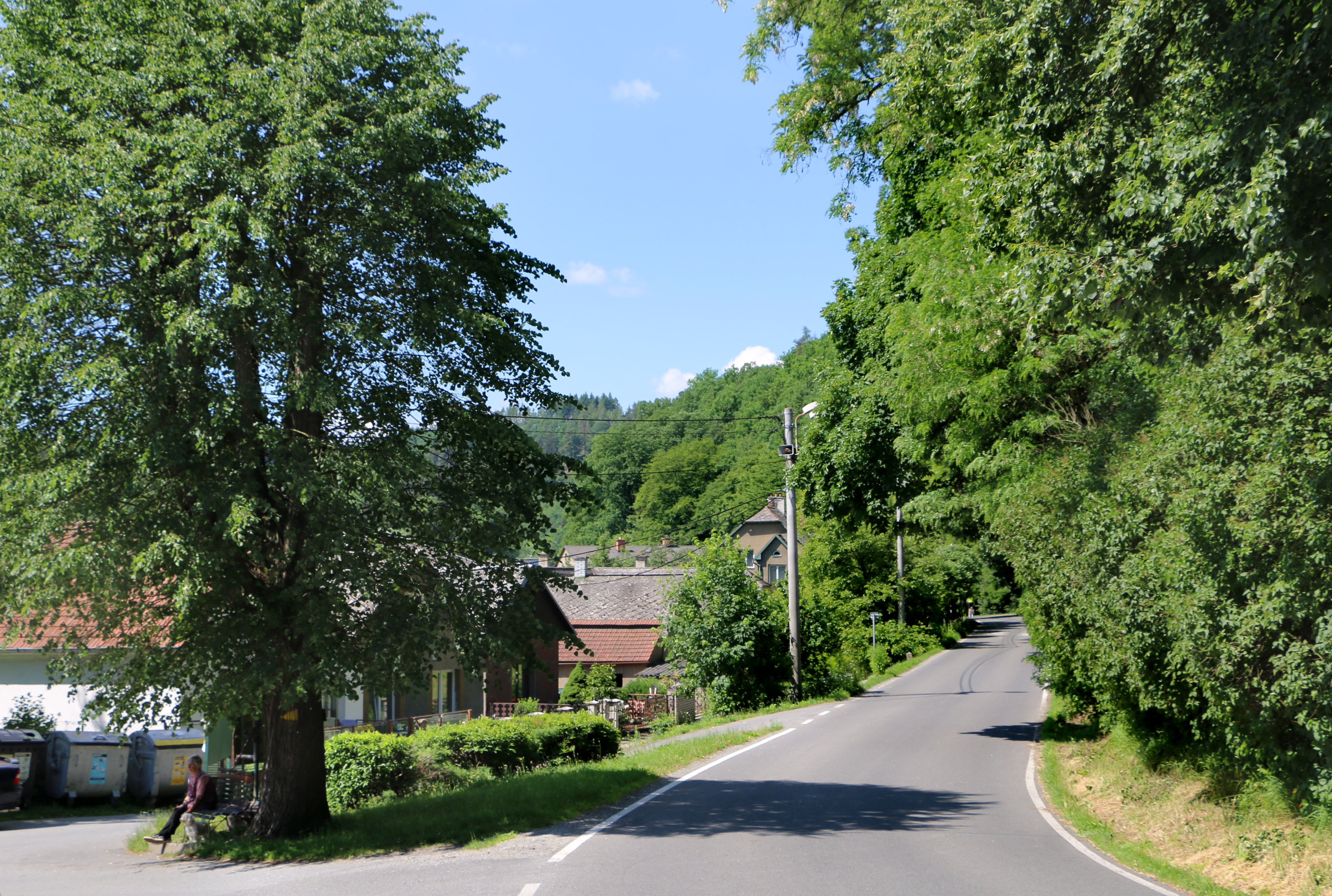
Vlčice : rue principale.

## Transports
Par la route, Loštice se trouve à 17 km de Zábřeh, à 31 km de Šumperk, à 30 km d'Olomouc et à 215 km de Prague.